# Brottsprevention genom arkitektonisk design

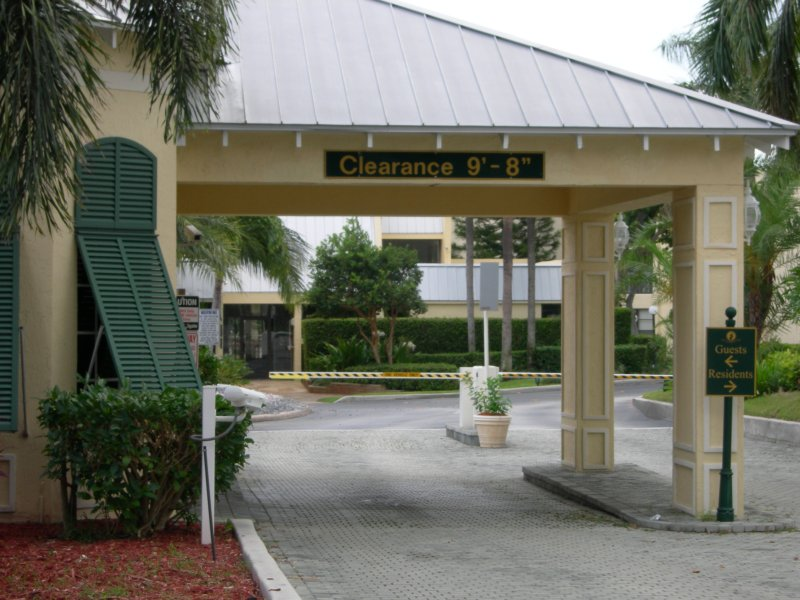
Infart till grindsamhället Boca Bayou condominiums i Boca Raton i Florida, USA, augusti 2005.

Brottsprevention genom arkitektonisk design (engelska: Crime prevention through environmental design, CPTED) är inom kriminologi en multidisciplinär ansats syftande till att avskräcka från kriminellt beteende genom att bygga miljöer på ett sådant sätt att brott försvåras. CPTED-strategin är beroende av förmågan att påverka gärningsmannens beslut som föregår den eller de brottsliga handlingarna.
Utvecklingen av CPTED har sedan 1970-talet varit av central betydelse för modern kriminologi, och har inneburit ett skift av fokus från brottslighetens sociala dimensioner till de mer situationsspecifika.

## Historik
Begreppet Crime Prevention Through Environmental Design introducerades på 1970-talet av kriminologen C. Ray Jeffery, som betonade vikten av att förändra den fysiska miljön för att minska brottslighet. Parallellt utvecklade Oscar Newman begreppet defensible space, myntat 1972, vilket betonade vikten av att bostadsområdens utformning främjar naturlig övervakning och känsla av ägandeskap. Dessa idéer lade grunden för CPTED som koncept och har haft ett varaktigt inflytande på stadsplanering och säkerhetspolitik.

## Grundprinciper
Platser och situationer som är brottsfrämjande kan arkitektoniskt påverkas utifrån de fysiska egenskaper platsen har. Genom en medveten design av miljön kan platsens fysiska egenskaper ges en brottspreventiv verkan. CPTED bygger på tre huvudsakliga förutsättningar för att utforma en säker miljö genom arkitektur:
- Naturlig övervakning: att öka upptäcktsrisken för potentiella brott genom god sikt och strategisk placering av verksamheter.
- Naturlig åtkomstkontroll: att begränsa tillträde till känsliga områden och minska möjligheten till oönskad närvaro.
- Naturlig territoriell förstärkning: att tydligt skilja privata och offentliga ytor för att skapa en känsla av ägande och ansvar.

Genom att förlägga verksamheter till olika platser ökar den yta som är under uppsikt i rummet samtidigt som den sociala gemenskapen bland de boende stärks. Personer som inte tillhör gemenskapen upptäcks lättare och hålls under uppsikt. I konstruktionen av miljön ska placering av in- och utgångar, staket och stängsel, belysning och landskapsskulptering vara medveten. I området ska det även finnas tydliga avgränsningar mellan det privata och offentliga för att skapa en känsla av ägandeskap, något som antas öka sannolikheten att inkräktare motas bort eller rapporteras till polisen. Miljökonstruktionen gör det lättare att identifiera främlingar.

## Vidareutveckling
Efter de första formuleringarna av CPTED har teorin vidareutvecklats till att omfatta även sociala faktorer. Andra generationens CPTED integrerar aspekter som social sammanhållning, samhällsengagemang och bebyggelsens långsiktiga förvaltning. Här betonas vikten av att inte bara förändra den fysiska miljön, utan också stärka den sociala strukturen i området för att minska brottsligheten.

## Exempel på tillämpningar
Ett känt exempel på tillämpning av CPTED är grindsamhällen (gated communities), som blivit vanliga i bland annat Sydafrika, Brasilien och USA. Dessa samhällen är utformade för att begränsa åtkomst och förstärka boendes kontroll över sitt område. Andra exempel inkluderar installation av god belysning i parker och parkeringshus, utformning av skolor med naturlig övervakning samt förbättrad översikt i stadskärnor för att försvåra brott.

## Kritik
Trots CPTED:s framgångar har kritik riktats mot metoden. Vissa menar att arkitektoniska lösningar kan leda till social exkludering och ökad segregation, där vissa områden blir väl skyddade medan andra lämnas utsatta. Grindsamhällen har till exempel kritiserats för att förstärka socioekonomiska skillnader och skapa "fortress urbanism", där samhällen isoleras snarare än integreras.

### Notförteckning
1. 1 2 3 4  Schneider & Kitchen 2002.
2. ↑  Crowe 2000.

### Källförteckning
- Crowe, Timothy (2000) (på engelska). Crime Prevention Through Environmental Design: Applications of Architectural Design and Space Management Concepts (2). Boston: Butterworth-Heinemann. Libris 5574416. ISBN 0-7506-7198-X. http://books.google.se/books?id=prgIS7CH9F8C&hl=sv&source=gbs_ViewAPI&printsec=frontcover&redir_esc=y#v=onepage&q&f=false
- Schneider, Richard H.; Kitchen, Ted (2002) (på engelska). Planning for Crime Prevention: A TransAtlantic perspektiv. The RTPI library series. New York: Routledge. Libris 5574416. ISBN 0-415-24137-5. http://books.google.se/books?id=E3V-GusvPQAC&hl=sv&source=gbs_ViewAPI&printsec=frontcover&redir_esc=y#v=onepage&q&f=false